# Episodi di California (nona stagione)
Questa voce contiene trame, dettagli e crediti dei registi e degli sceneggiatori della nona stagione della serie televisiva California.
Negli Stati Uniti d'America, è stata trasmessa per la prima volta dalla CBS dal 24 settembre 1987 al 12 maggio 1988. In Italia, questa stagione non è stata trasmessa interamente, anche se con tutta probabilità fu doppiata in modo completo. Il motivo può risiedere nel fatto che probabilmente la rete non aveva intenzione di acquistare le stagioni seguenti, per cui hanno preferito non trasmettere le puntate finali, che di solito lasciano in sospeso le soap opera (5 puntate rappresentano una settimana esatta di trasmissione).
Il cast regolare di questa stagione è composto da: William Devane (Gregory Sumner), Kevin Dobson ('Mack' Patrick MacKenzie), Julie Harris (Lilimae Clements), Michele Lee (Karen MacKenzie), Constance McCashin (Laura Avery Sumner), Donna Mills (Abby Ewing), Ted Shackelford (Gary Ewing), Joan Van Ark (Valene Gibson).
| nº | Titolo originale        | Titolo italiano                | Prima TV USA      | Prima TV Italia |
| -- | ----------------------- | ------------------------------ | ----------------- | --------------- |
| 1  | Missing Persons         | L'attesa                       | 24 settembre 1987 |                 |
| 2  | The Trouble with Peter  | Sospetti                       | 1º ottobre 1987   |                 |
| 3  | Under Pressure          | Indagini imbarazzanti          | 8 ottobre 1987    |                 |
| 4  | Half-Truths             | Mezze verità                   | 15 ottobre 1987   |                 |
| 5  | There are Smiles        | Terapia del sorriso            | 22 ottobre 1987   |                 |
| 6  | The Gift of Life        | Senza futuro                   | 29 ottobre 1987   |                 |
| 7  | Say Uncle               | Il compleanno                  | 12 novembre 1987  |                 |
| 8  | Love In                 | Il ritorno del passato         | 19 novembre 1987  |                 |
| 9  | Flight of the Sunbirds  | Gli uccellini lasciano il nido | 26 novembre 1987  |                 |
| 10 | Noises Everywhere (1)   | Uno strano addio (1)           | 3 dicembre 1987   |                 |
| 11 | Noises Everywhere (2)   | Uno strano addio (2)           | 10 dicembre 1987  |                 |
| 12 | Weak Moment             | Momenti difficili              | 17 dicembre 1987  |                 |
| 13 | Only 'Til Friday        | Solo fino a venerdì            | 7 gennaio 1988    |                 |
| 14 | Ties that Bind          | Eva contro Eva                 | 14 gennaio 1988   |                 |
| 15 | Another Modest Proposal | La rivincita di Abby           | 21 gennaio 1988   |                 |
| 16 | If Not Now, When?       | Gioco sporco                   | 28 gennaio 1988   |                 |
| 17 | In Too Deep             | Testimone involontario         | 4 febbraio 1988   |                 |
| 18 | The Blushing Bride      | Sposa ingannata                | 11 febbraio 1988  |                 |
| 19 | Lawfully Wedded         | Felicemente sposati            | 18 febbraio 1988  |                 |
| 20 | Bouncing Babies         | Una nuova famiglia             | 25 febbraio 1988  |                 |
| 21 | A Fair Race             | Cambiamenti in vista           | 3 marzo 1988      |                 |
| 22 | Full Disclosure         | Una rivelazione                | 10 marzo 1988     |                 |
| 23 | Her Letter              | La lettera                     | 24 marzo 1988     |                 |
| 24 | Mother Knows Best       | Fuga d'amore                   | 31 marzo 1988     |                 |
| 25 | With a Heavy Heart      | NON TRASMESSA                  | 7 aprile 1988     |                 |
| 26 | Just Desserts           | NON TRASMESSA                  | 14 aprile 1988    |                 |
| 27 | Discovery               | NON TRASMESSA                  | 28 aprile 1988    |                 |
| 28 | The Perfect Alibi       | NON TRASMESSA                  | 5 maggio 1988     |                 |
| 29 | The Perfect Crime       | NON TRASMESSA                  | 12 maggio 1988    |                 |